# 御笠村
御笠村（みかさむら）は、福岡県筑紫郡にあった村。

## 歴史
- 1889年（明治22年）4月1日 - 町村制の施行により、御笠郡吉木村・原村・大石村・本道寺村・香園村・柚須原村・阿志岐村・天山村・牛島村の区域をもって御笠村が発足。
- 1896年（明治29年）4月1日 - 郡の統合により所属郡が筑紫郡に変更[1]。
- 1955年（昭和30年）3月1日 - 二日市町・筑紫村・山口村・山家村と合併して筑紫野町が発足。同日御笠村廃止。
- 1972年（昭和47年）4月1日 - 市制施行により筑紫野市となる。